# Rufusia pilicola
Genre
Espèce
Rufusia pilicola est une espèce d'algue rouge unicellulaire de la famille des Rufusiaceae. C'est, en 2013, l'unique espèce décrite du genre Rufusia.
Elle vit, avec deux espèces d'algues vertes (Dictyococcus bradypodis et Chlorococcum choloepodis), de façon commensale sur les poils du paresseux  Bradypus variegatus. Ces algues donnent sa couleur à la fourrure de l'animal et lui permettent de se camoufler dans les feuillages.

### GenreRufusia
- (en) AlgaeBase : genre Rufusia D.E.Wujek & P.Timpano, 1988 '1986' (consulté le 7 août 2013)
- (en) NCBI : Rufusia (taxons inclus) (consulté le 7 août 2013)
- (en) WoRMS : Rufusia D.E.Wujek & P.Timpano, 1988 '1986' (+ liste espèces) (consulté le 7 août 2013)

### EspèceRufusia pilicola
- (en) AlgaeBase : espèce Rufusia pilicola D.E.Wujek & P.Timpano 1988 '1986' (consulté le 7 août 2013)
- (en) NCBI : Rufusia pilicola (taxons inclus) (consulté le 7 août 2013)
- (en) WoRMS : espèce Rufusia pilicola D.E.Wujek & P.Timpano (consulté le 7 août 2013)